# トリメチルシリルプロパン酸
トリメチルシリルプロパン酸 (trimethylsilyl propanoic acid, TMSP, TSP) は、トリメチルシリル基を含む化合物の一つ。水溶液（例えばD2O）に対するNMRスペクトルにおける内部基準物質として使われる。この用途では、3-(トリメチルシリル)-2,2',3,3'-テトラジュウテロプロピオン酸 (TMSP-d4) に重水素化される。この他NMRの測定に使用される内部基準物質としては、4,4-ジメチル-4-シラペンタン-1-スルホン酸 (DSS) とテトラメチルシラン (TMS) がある。

重水素化TMSP